# Die Mensch-Maschine
| Recensione | Giudizio |
| ---------- | -------- |
| AllMusic   |          |

Die Mensch-Maschine (titolo internazionale: The Man-Machine), è il settimo album in studio del gruppo musicale tedesco Kraftwerk, pubblicato nel maggio 1978 dalla Kling Klang in Germania e dalla Capitol Records nel resto del mondo.

## Storia
Si tratta del primo album dei Kraftwerk nel quale compare Karl Bartos accreditato come compositore dei brani assieme a Hütter e Schneider. Emil Schult invece contribuì alla stesura del testo del brano The Model, il cui singolo raggiunse nel 1982 il numero uno nella classifica dei singoli britannica, ed è stato oggetto di cover da parte di molte band, come i Rammstein o i Carter USM.
Musicalmente, Die Mensch-Maschine è simile al precedente Trans Europa Express. Le registrazioni avvennero nello studio personale del gruppo, il Kling Klang Studio, e nel Rudas Studio.

## Copertina
Il design della copertina imita lo stile grafico dell'Avanguardia Russa degli anni '30, in particolare quello del designer/architetto El Lissitzky. Il brano Metropolis è dedicato al film omonimo di Fritz Lang.

## Tracce
Testi di Ralf Hütter, eccetto dove indicato.

### Edizione tedesca
1. Die Roboter – 6:11 (musica: Ralf Hütter, Florian Schneider, Karl Bartos)
2. Spacelab – 5:51 (musica: Ralf Hütter, Karl Bartos)
3. Metropolis – 5:59 (musica: Ralf Hütter, Florian Schneider, Karl Bartos)
4. Das Modell – 3:38 (testo: Ralf Hütter, Emil Schult – musica: Ralf Hütter, Karl Bartos)
5. Neonlicht – 9:03 (musica: Ralf Hütter, Florian Schneider, Karl Bartos)
6. Die Mensch-Maschine – 5:28 (musica: Ralf Hütter, Karl Bartos)

### Edizione internazionale
1. The Robots – 6:11 (musica: Ralf Hütter, Florian Schneider, Karl Bartos)
2. Spacelab – 5:51 (musica: Ralf Hütter, Karl Bartos)
3. Metropolis – 5:59 (musica: Ralf Hütter, Florian Schneider, Karl Bartos)
4. The Model – 3:38 (testo: Ralf Hütter, Emil Schult – musica: Ralf Hütter, Karl Bartos)
5. Neon Lights – 9:03 (musica: Ralf Hütter, Florian Schneider, Karl Bartos)
6. The Man-Machine – 5:28 (musica: Ralf Hütter, Karl Bartos)

### Edizione argentina (La maquina humana)
1. Los robots – 6:11 (musica: Ralf Hütter, Florian Schneider, Karl Bartos)
2. Laboratorio espacial – 5:51 (musica: Ralf Hütter, Karl Bartos)
3. Metropolis – 5:59 (musica: Ralf Hütter, Florian Schneider, Karl Bartos)
4. El modelo – 3:38 (testo: Ralf Hütter, Emil Schult – musica: Ralf Hütter, Karl Bartos)
5. Luces de neon – 9:03 (musica: Ralf Hütter, Florian Schneider, Karl Bartos)
6. La maquina humana – 5:28 (musica: Ralf Hütter, Karl Bartos)

## Formazione
Gruppo
- Ralf Hütter – voce, vocoder, PolyMoog, MiniMoog, Vako Orchestron, Synthanorma Sequenzer, elettronica
- Florian Schneider – vocoder, Votrax, sintetizzatore, elettronica
- Karl Bartos – percussioni elettroniche, tastiera
- Wolfgang Flür – percussioni elettroniche

Produzione
- Ralf Hütter – produzione, copertina, ricostruzione copertina (riedizione del 2009)
- Florian Schneider – produzione
- Joschko Rudas - ingegneria del suono
- Leonard Jackson - ingegneria del suono
- Henning Schmitz – assistenza all'ingegneria del suono
- Günther Fröhling – fotografia
- Karl Klefisch – grafica
- Johann Zambryski – ricostruzione copertina (riedizione del 2009)

## Classifiche
| Classifica (1978-82) | Posizione massima |
| -------------------- | ----------------- |
| Austria              | 15                |
| Belgio (Vallonia)    | 136               |
| Germania             | 12                |
| Italia               | 94                |
| Paesi Bassi          | 29                |
| Regno Unito          | 9                 |
| Stati Uniti          | 130               |
| Svezia               | 24                |
| Svizzera             | 61                |